# Osobitá
Osobitá je vápencová hora v Západních Tatrách, jejíž vrchol se tyčí 4,5 kilometru jihozápadně od Oravic a osm kilometrů východně od Zuberce. Spolu s okolními vrcholy tvoří samostatný geomorfologický okrsek, představující 12 % rozlohy Západních Tater.

## Název
Název vychází z polohy hory, jejíž rozsáhlý masív je samostatný, izolovaný, osobitně stojící od okolní štítů, nad Roháčskou a Suchou dolinou.

## Chráněné území
Osobitá je národní přírodní rezervace v katastrálních územích obcí Zuberec, Vitanová a Habovka v okrese Tvrdošín v Žilinském kraji. Území bylo vyhlášeno v roce 1974 a jeho rozloha je 457,98 hektaru. Předmětem ochrany jsou biotopy vápnomilných rostlin, horských lesů pralesního charakteru s kosodřevinou a celkový krajinný ráz s výraznými skalními útvary.

## Přístup
Po zelené značce ze Zverovky do Sedla pod Osobitou. Z něj dříve vedla žlutá značka na vrchol, ale ta byla z důvodu ochrany přírody zrušena. Převýšení od Zverovky na vrchol činí kolem 700 metrů.